# 小宅村
小宅村（おやけむら）は、かつて兵庫県に存在していた村である。1948年に龍野町と合併し消滅。
現在の小宅小学校区に相当するたつの市中東部に位置していた。

## 概要
現在のたつの市龍野町の内、揖保川の東側の地域（日飼、堂本、島田、片山、中井、末政、小宅北、宮脇、中村、富永、四箇、大道）に相当する。

## 沿革
- 1889年（明治22年）4月1日 町村制施行に伴い揖東郡小宅村発足。
- 1896年（明治29年）4月1日 揖東郡、揖西郡が合併し揖保郡に。
- 1948年（昭和23年）4月1日 龍野町との合併により消滅。

## 交通

### 鉄道
- 姫新線：本竜野駅

### 道路
- 高速道路
  - 山陽自動車道：龍野IC
- 国道
  - 国道179号
- 県道
  - 兵庫県道5号姫路上郡線
  - 兵庫県道14号本竜野停車場線
  - 兵庫県道29号網干たつの線
  - 兵庫県道435号上伊勢誉田線
  - 兵庫県道437号東觜崎網干停車場線